# An Englishman Abroad
An Englishman Abroad (česky přeložitelné jako Angličan v zahraničí) je britské televizní drama z roku 1983, které pro BBC natočil režisér John Schlesinger podle scénáře Alana Bennetta. Jde o inscenaci příběhu založeného na skutečných událostech, s Alanem Batesem a Coral Brownovou podle jejího vlastního životního příběhu z roku 1958, kdy se při svém účinkování v moskevském divadle setkala s britským dvojitým špionem Guyem Burgessem.
Film se natáčel v chladném skotském Dundee, které mělo zastoupit Moskvu. Svou premiéru si odbyl na BBC One dne 29. listopadu 1983. Na americké obrazovky jej uvedla televize PBS o rok později, 27. října 1984 v rámci cyklu „Great Performances“. O pár let později jej BBC Worldwide Publishing vydala také na VHS.
Kritiky byl snímek chválen a nazýván televizní událostí roku. Získal cenu BAFTA za nejlepší televizní drama. Stejné ocenění obdrželi také Bates a Brownová za nejlepšího herce a herečku, dále Amy Robertsová za kostýmy, Stuart Walker za výpravu a Nat Crosby za kameru.

## Postavy a obsazení
| Alan Bates         | Guy Burgess                   |
| Coral Brownová     | Coral Browne                  |
| Charles Gray       | Claudius, herecký kolega      |
| Harold Innocent    | Rosencrantz, herecký kolega   |
| Vernon Dobtcheff   | Guildenstern                  |
| Czeslaw Grocholski | generál                       |
| Matthew Sim        | chlapec                       |
| Mark Wing-Davey    | Hamlet                        |
| Faina Zinova       | recepční hotelu               |
| Douglas Reith      | Toby z britské ambasády       |
| Peter Chelsom      | Giles z britské ambasády      |
| Judy Gridleyová    | Tessa                         |
| Bibs Ekkel         | muž se šálou                  |
| Alexei Jawdokimov  | Tolja, Burgessův ruský přítel |
| Molly Venessová    | paní Burgessová               |
| Denys Hawthorne    | krejčí                        |
| Roger Hammond      | pomocník v obuvnictví         |
| Charles Lamb       | George                        |
| Trevor Baxter      | vedoucí obchodu s pyžamy      |

## Další zpracování
O pět let později zpracoval Bennett hru i pro divadelní prkna (premiérově uvedena v prosinci 1988 v londýnském Národním divadle) a spojil ji do dvoudílného díla Single Spies spolu s další jednoaktovkou o jiném z kruhu tzv. camgridgeských špionů. Ta se v roce 1991 stala předlohou Schlesingerova dalšího televizního počinu, A Question of Attribution.
V roce 1994 adaptovala hru pro rozhlasové vysílání BBC režisérka Hilary Norrishová. Brownovou v její verzi ztvárnila Penelope Wiltonová a Burgesse Michael Gambon.